# César pro nejlepší dokument
César pro nejlepší dokument je jedna z kategorií francouzské filmové ceny César. V roce 1995 byla kategorie poprvé vyhlášena, ovšem pod názvem César pro nejlepší film s dokumentárním charakterem. Od roku 2007 existuje ve své stávající podobě.

## Vítězové a nominovaní

### 90. léta
V roce 1995: César pro nejlepší film s dokumentárním charakterem
- 1995: Délits flagrants, režie Raymond Depardon
  - Bosna!, režie Bernard-Henri Lévy a Alain Ferrari
  - La Véritable Histoire d'Artaud le Mômo, režie Gérard Mordillat a Jérôme Prieur
  - Montand, režie Jean Labib
  - Tsahal, režie Claude Lanzmann
  - Tzedek, režie Marek Halter
  - Veillées d'armes, režie Marcel Ophüls

### 0. léta
Od roku 2007: César pro nejlepší dokument
- 2007: Dans la peau de Jacques Chirac, režie Karl Zéro a Michel Royer
  - La Fille du juge, režie William Karel
  - Ici Najac, à vous la terre, režie Jean-Henri Meunier
  - Là-bas, režie Chantal Akerman
  - Zidane, portrét 21. století, režie Douglas Gordon a Philippe Parreno

- 2008: L'Avocat de la terreur, režie Barbet Schroeder
  - Zamilovaná zvířata, režie Laurent Charbonnier
  - Les Lip – L'imagination au pouvoir, režie Christian Rouaud
  - Le Premier Cri, režie Gilles de Maistre
  - Retour en Normandie, režie Nicolas Philibert

- 2009: Agnesiny pláže, režie Agnès Varda
  - Jmenuje se Sabine, režie Sandrine Bonnaire
  - J'irai dormir à Hollywood, režie Antoine de Maximy
  - Tabarly, režie Pierre Marcel
  - La Vie moderne, režie Raymond Depardon

### 10. léta
- 2010: L'Enfer d'Henri-Georges Clouzot, režie Serge Bromberg a Ruxandra Medrea
  - La Danse – Le ballet de l'Opéra de Paris, režie Frederick Wiseman
  - Himalaya, le chemin du ciel, režie Marianne Chaud
  - Home, režie Yann Arthus-Bertrand
  - Ne me libérez pas, je m'en charge, režie Fabienne Godet

- 2011: Oceány, režie Jacques Perrin a Jacques Cluzaud
  - Benda Bilili!, režie Florent de La Tullaye a Renaud Barret
  - Cleveland versus Wall Street, režie Jean-Stéphane Bron
  - Entre nos mains, režie Marianne Otero
  - Yves Saint Laurent: spalující láska, režie Pierre Thoretton

- 2012: Tous au Larzac, režie Christian Rouaud
  - Le Bal des Menteurs, režie Daniel Leconte
  - Crazy Horse, režie Frederick Wiseman
  - Ici on noie les Algériens: 17 Octobre 1961, režie Yasmina Adi
  - Michel Petrucciani!, režie Michael Radford

- 2013: Neviditelné lásky, režie Sébastien Lifshitz
  - Bovines, režie Emmanuel Gras
  - Duch, pán výhní pekelných, režie Rithy Panh
  - Deník francouzského reportéra, režie Claudine Nougaret a Raymond Depardon
  - Les Nouveaux Chiens de garde, režie Gilles Balbastre a Yannick Kergoat

- 2014: Cesta do školy, režie Pascal Plisson
  - Jak jsem nenáviděl matiku, režie Olivier Peyon
  - Poslední z nespravedlivých, režie Claude Lanzmann
  - Tajemství lesa, režie Luc Jacquet
  - Dům rozhlasu, režie Nicolas Philibert

- 2015: Le Sel de la Terre, režie Wim Wenders a Juliano Ribeiro Salgado
  - Karikaturisté: pěšáci demokracie, režie Stéphanie Valloatto
  - Les Chèvres de ma mère, režie Sophie Audier
  - Babylon v lavicích, režie Julie Bertuccelli
  - National Gallery, režie Frederick Wiseman

- 2016: Zítra, režie Cyril Dion a Mélanie Laurent, produkce Bruno Levy
  - Perleťový knoflík, režie Patricio Guzmán, produkce Renate Sachse
  - Cavanna jusqu'à l'ultime seconde, j’écrirai, režie Denis Robert a Nina Robert, produkce Denis Robert, Nina Robert a Bertrand Faivre
  - Chybějící obraz, režie Rithy Panh, produkce Catherine Dussart
  - Německá mládež, režie Jean-Gabriel Périot, produkce Nicolas Brevière

- 2017: Merci patron!, režie François Ruffin
  - Dernières nouvelles du cosmos, režie Julie Bertuccelli
  - Fuocoammare (Požár na moři), režie Gianfranco Rosi
  - Swagger, režie Olivier Babinet
  - Putování francouzským filmem, režie Bertrand Tavernier

- 2018: Nejsem žádný tvůj negr, režie Raoul Peck
  - 12 jours, režie Raymond Depardon
  - À voix haute : La force de la parole, režie Stéphane de Freitas
  - Carré 35, režie Éric Caravaca
  - Visages, villages, režie Agnès Varda a JR

- 2019: Ni juge, ni soumise, režie Jean Libon a Yves Hinant
  - America, režie Claus Drexel
  - De chaque instant, režie Nicolas Philibert
  - Le Grand bal, režie Laetitia Carton
  - L'État contre Mandela et les autres, režie Nicolas Champeaux a Gilles Porte

### 20. léta
- 2020: M, režie Yolande Zauberman
  - 68, mon père et les clous, režie Samuel Bigiaoui
  - Pohoří snů, režie Patricio Guzmán
  - Lourdes, režie Thierry Demaizière a Alban Teurlai
  - Wonder boy Olivier Rousteing, né sous X, režie Anissa Bonnefont

- 2021: Adolescentes, režie Sébastien Lifshitz
  - La Cravate, režie Mathias Théry a Etienne Chaillou
  - Cyrille, agriculteur, 30 ans, 20 vaches, du lait, du beurre, des dettes, režie Rodolphe Marconi
  - Histoire d'un regard, režie Mariana Otero
  - Un pays qui se tient sage, režie David Dufresne

- 2022: La Panthère des neiges, režie Marie Amiguet a Vincent Munier
  - Animal, režie Cyril Dion
  - Větší než my, režie Flore Vasseur
  - Debout les femmes !, režie Gilles Perret a François Ruffin
  - Indes galantes, režie Philippe Béziat

- 2023: Návrat do Remeše, režie Jean-Gabriel Périot
  - Allons enfants, režie Thierry Demaizière a Alban Teurlai
  - Roky Super-8, režie Annie Ernauxová a David Ernaux-Briot
  - Srdce dubu, režie Laurent Charbonnier a Michel Seydoux
  - Jane očima Charlotte, režie Charlotte Gainsbourgová

- 2024: Čtyři sestry, režie Kaouther Ben Hania
  - Atlantic Bar, režie Fanny Molins
  - Little Girl Blue, režie Mona Achache
  - Notre corps, režie Claire Simon
  - Na lodi Adamant, režie Nicolas Philibert

- 2025: La Ferme des Bertrand, režie Gilles Perret
  - Kráska z Gazy, režie Yolande Zauberman
  - Bye Bye Tibériade, režie Lina Soualem
  - Dahomey, režie Mati Diop
  - Ernest Cole, photographe, režie Raoul Peck
  - Madame Hofmann, režie Sébastien Lifshitz